# Stieg Larsson
Karl Stig-Erland Larsson [ˌkɑːɭ stiːɡ æɭand ˈlɑːʂɔn] (* 15. August 1954 in Skelleftehamn, Västerbottens län; † 9. November 2004 in Stockholm) war ein schwedischer Journalist und Schriftsteller. International bekannt wurde er als Herausgeber des antirassistischen Magazins Expo und vor allem durch seine Kriminalromane der Millennium-Reihe, die erst postum veröffentlicht wurden.

## Leben
Stieg Larssons Eltern waren beide neunzehn Jahre alt, als er geboren wurde. Er wuchs bei seinen Großeltern in einem kleinen Dorf in der Provinz Västerbotten in Nordschweden auf, das er später in seinem ersten Kriminalroman aus der Millennium-Trilogie zitierte. Erst mit acht Jahren kam Larsson zurück zu seinen Eltern. Nach Aussage seines Freundes und Biographen Kurdo Baksi habe Larsson im Alter von vierzehn Jahren mitangesehen, wie seine Freunde ein Mädchen vergewaltigten, und er habe nichts dagegen unternommen. Fortan widmete er, von diesem Schuldgefühl belastet, sein Leben dem Kampf gegen gesellschaftliche Missstände. Das Erlebnis kann auch als Motiv für seine Romane angesehen werden. Nach dem Besuch des Gymnasiums und verschiedenen Jobs, unter anderem bei der schwedischen Post, trat Larsson 1979 eine feste Stelle bei der schwedischen Nachrichtenagentur Tidningarnas Telegrambyrå (TT) an. Er arbeitete dort die nächsten 19 Jahre hauptsächlich in der graphischen Abteilung, verfasste aber auch Essays, kleinere Artikel und Literaturkritiken.
Schon als junger Mann interessierte sich Stieg Larsson für die afrikanischen Befreiungskriege. 1977 reiste er in die Provinz Eritrea, die damals um ihre Unabhängigkeit von Äthiopien kämpfte. Er schloss sich einem Ausbildungslager der Guerilla an, wo er auf eine Armee traf, die zu einem Drittel aus Frauen bestand. Larsson wurde militärischer Ausbilder und lehrte den Umgang mit Granatwerfern, den er in seinem Wehrdienst gelernt hatte.
Mit seiner Lebensgefährtin Eva Gabrielsson begab sich Larsson 1981 auf Studienreise nach Grenada, wo die politische Bewegung New Jewel Movement nach einer Revolution 1979 ein sozialistisches System errichtet hatte.
Ab 1982 war er Skandinavienkorrespondent für die britische antifaschistische Zeitung Searchlight Magazine. Außerdem schrieb er in den 1980er Jahren unter dem Pseudonym Severin Artikel über Rechtsextremismus und den US-Imperialismus in der trotzkistischen Wochenzeitschrift Internationalen. 1991 veröffentlichte er zusammen mit Anna-Lena Lodenius das Buch „Extremhögern“, das sich mit dem schwedischen Rechtsradikalismus befasst. Nachdem sieben Menschen von Rechtsextremisten ermordet worden waren, gründete er 1995 die Expo-Stiftung, zu der auch das gleichnamige Magazin gehört. Seither war er Herausgeber des antifaschistischen Magazins Expo, das Ziel rechtsradikaler Angriffe wurde. Rechte Aktivisten schlugen Schaufensterscheiben von Verkaufsstellen ein, die Druckerei erreichten Drohungen und im Juni 1999 verletzte eine gezündete Autobombe einen Expo-Autor schwer.
Larsson galt als einer der weltweit führenden Experten für faschistische, rechtsextreme, neonazistische, aber auch rechtskonservative Bewegungen, die er extremistischen Bewegungen gleichstellte. Er stammte aus einer sozialdemokratischen Familie und bezeichnete sich selbst als Kommunisten. Sein Vater sagte über ihn in einer ZDF-Dokumentation vom 23. Januar 2011: „Politisch stand er weiter links als wir, seine Eltern, leider“.
Daneben schrieb Larsson Kriminalromane, in denen er gesellschaftliche Missstände in Schweden kritisierte. In den Jahren vor seinem Tod schrieb er drei Kriminalromane um die Hauptfiguren „Mikael Blomkvist“, einen Journalisten, und „Lisbeth Salander“, eine skurrile Hackerin. Dafür änderte Larsson seinen Vornamen von Stig in Stieg, um als Autor Verwechslungen mit dem Drehbuchautor und Regisseur Stig Larsson zu vermeiden.
Stieg Larsson starb 2004 an den Folgen eines Herzinfarkts.

## Stil und Arbeitsweise
Die Millennium-Reihe war, ähnlich wie beim Autorenduo Sjöwall/Wahlöö, ursprünglich auf zehn Bände ausgelegt. Dass es nicht dazu kam und Larsson früh starb, lag möglicherweise auch an seinem Arbeits- und Lebensstil. Tagsüber beschäftigte sich der schwedische Autor mit seinem Kampf gegen den Rechtsextremismus und nachts schrieb er an seinen Manuskripten. Er wird von seinen Zeitgenossen als klassischer Workaholic beschrieben. Er aß wenig, kam erst frühmorgens nach Hause und rauchte bis zu 60 selbst gedrehte Zigaretten am Tag.
Sein ehemaliger Kollege Kurdo Baksi behauptete, Larsson sei ein „mittelmäßiger Journalist“ gewesen, und fügte hinzu: „Er ist ein hervorragender Meinungsmacher gewesen. Aber er war nicht unfehlbar.“ In einem Artikel in der schwedischen Tageszeitung Dagens Nyheter berichtete der Journalist Anders Hellberg, er habe Larsson in seiner Zeit in der Nachrichtenagentur TT erlebt; Hellberg arbeitete dort als Nachtredakteur und Larsson als Graphiker. „Und ich musste feststellen, dass er einfach nicht schreiben konnte. Die Sprache war dürftig, es haperte mit der Wortfolge, der Satzaufbau war eintönig und die Syntax manchmal total verrutscht. Damit diese Sprache professionell funktionierte, musste man sie umschreiben.“ Sowohl Hellberg als auch Baksi kamen zum Urteil, dass es für sie ein „Rätsel war, wie Stieg Larsson seine Bücher habe schreiben können. Er habe das Handwerk schlicht nicht beherrscht.“ Beide spekulierten, dass es möglicherweise zwischen Stieg Larsson und seiner Lebensgefährtin Eva Gabrielsson zu einer Arbeitsteilung gekommen sei; Larsson sei wohl für Plot und Material zuständig gewesen und Gabrielsson für die Sprache.
Einige Kritiker äußerten sich sehr abfällig über Larssons Schreibstil, ein Beispiel:
„Larssons Geschreibsel zeichnet sich vor allem durch eine penetrante Logorrhoe und eine von keiner Lektorenhand gebremste Redundanz aus. Das Buch wirkt wie eine ins Aschgraue aufgeblähte Reportage eines schäbigen Enthüllungsreporters, der für ein Boulevardblatt arbeitet und keiner Sprache mächtig ist. Selten waren Beschreibungen unbeholfener und holpriger als in diesem freudlosen Buch, selten ballten sich abgedroschenste Klischees und Stilblüten so haldenartig wie hier.“
Andere attestierten ihm genau das Gegenteil:
„Stieg Larsson pflegt einen äußerst einfachen und unterhaltsamen Stil, der in seiner Ausführung den Nerv eines gekonnt erzählten Krimis trifft und zu begeistern vermag. Dieser Stil zeichnete schon ‚Verblendung‘ aus und macht auch den zweiten Teil der ‚Millennium‘-Trilogie zu einem Leseerlebnis. Ganz klar ist aber auch, dass man von dieser Art Stil nicht viel in puncto Originalität erwarten darf. Weder ‚Verblendung‘ noch ‚Verdammnis‘ sind Unterhaltung auf hohem Niveau, dafür aber allerbeste Lektüre zum Genießen ohne große geistige Anstrengung. Doch der Stil ist auch die einzige Stärke. Weder die Charaktere, noch die Story kann überzeugen. Stieg Larsson überschreitet die Grenzen der Unglaubwürdigkeit.“
Die Millennium-Trilogie zeichnet sich nicht durch sprachliche Feinheiten aus, es ist eher der „schnörkellose Schreibstil“, der zu den besonderen Merkmalen in Stieg Larssons Werk gehört.
Larssons Erfolg ist durch die gelungene Mischung aus Story, Schreibstil und Charakteren erklärbar. Die Protagonisten Mikael Blomkvist, Henrik Vanger und Lisbeth Salander sind Individualisten mit starken Charaktereigenschaften, die dem Leser die Identifikation mit den Figuren erleichtern. Im Gegensatz dazu steht die minutiöse Darstellung der grausamen Verbrechen.

## „Millennium“-Reihe

### Romanreihe
Larsson hinterließ bei seinem Tod die ersten drei von zehn geplanten Büchern, die unter den Titeln Män som hatar kvinnor (2005, in Deutschland als Verblendung erschienen), Flickan som lekte med elden (2006, dt. Verdammnis) und Luftslottet som sprängdes (2007, dt. Vergebung) zuerst in Schweden posthum veröffentlicht wurden. Die drei Romane der „Millennium-Trilogie“ wurden mit weltweit 82 Millionen verkauften Exemplaren (Stand 2015) zu einem internationalen Großerfolg. Allein in Schweden wurden bereits 3,5 Millionen Exemplare verkauft.
Die Bücher vier bis sechs dieser Reihe liegen als Exposé vor. Ein vierter Band ist zu einem guten Teil fertiggestellt. Doch weder Larssons Vater Erland und sein Bruder Joakim, die gemeinsam die Rechte an dessen Werken halten, noch seine Lebensgefährtin, Eva Gabrielsson, möchten, dass der vierte Band von einem anderen Autor zu Ende geschrieben und veröffentlicht wird, da dies nicht im Sinne von Stieg Larsson wäre. Posthum erhielt Larsson 2006 den Skandinavischen Krimipreis (Glasnyckeln) für Verblendung, das ein Jahr zuvor bereits vom schwedischen Buchhandel zum besten Buch des Jahres gewählt worden war. In seiner Analyse der Trilogie führt der Literaturwissenschaftler Tim Parks den Erfolg nicht auf die Fähigkeiten Larssons als Spannungsbogen-Architekt zurück, sondern auf seine schriftstellerische Glaubwürdigkeit.
Im Dezember 2013 gab der schwedische Verlag Norstedts bekannt, dass der Journalist und Schriftsteller David Lagercrantz an einem neuen vierten Millennium-Roman arbeite. Der Roman wird aber ohne Beteiligung von Eva Gabrielsson und auch ohne Verwendung des unvollendeten vierten Manuskripts geschrieben und ist als freistehende Fortsetzung mit den Romanfiguren Larssons konzipiert. Larssons Erben, sein Vater und sein Bruder, haben der Veröffentlichung allerdings zugestimmt. Am 27. August 2015 wurde der vierte Teil der Millennium-Serie unter dem Titel Det som inte dödar oss (= Was uns nicht umbringt; deutscher Titel: „Verschwörung“) schließlich veröffentlicht. Die Veröffentlichung des Buches ist in Schweden teilweise auf scharfe Kritik gestoßen, da sie Larssons Bekanntheit ausnutze und nicht dessen Zustimmung gefunden hätte. Die Romanreihe wurde von David Lagercrantz im Jahr 2017 mit dem Titel Verfolgung und 2019 mit dem Titel Vernichtung fortgesetzt.
2023 setzte Karin Smirnoff die Geschichte von Mikael Blomkvist und Lisbeth Salander ein weiteres Mal fort, das Buch trägt den deutschen Titel Verderben.

### Verfilmungen
Die erste Millennium-Trilogie wurde mit Michael Nyqvist als Mikael Blomkvist und Noomi Rapace als Lisbeth Salander hauptsächlich in Schweden verfilmt. Ursprünglich war diese Verfilmung als Fernsehproduktion angelegt, wurde schließlich aber in gekürzter Fassung zunächst im Kino gezeigt. Der erste Film Verblendung kam am 27. Februar 2009 in die schwedischen Kinos und zählt in ganz Skandinavien zu den erfolgreichsten Kinofilmen aller Zeiten. Im Herbst 2009 feierten der zweite Teil Verdammnis und der dritte Teil Vergebung in Schweden Premiere. Wenig später liefen die Filme auch in anderen Ländern an.
Im Frühjahr 2010 wurden die ursprünglichen Langfassungen der drei Kinofilme an sechs Samstagen im öffentlichen schwedischen Fernsehen SVT1 ausgestrahlt. 2011 wurde die Trilogie vom deutschen Sender ZDF in sechs Teilen ebenfalls in der verlängerten Fassung gesendet.
Unter der Regie von David Fincher mit dem Drehbuch von Steven Zaillian wurde die international koproduzierte Zweitverfilmung des ersten Buches Verblendung in Schweden gedreht (Oktober 2010). Verblendung erschien 2011 in den US-amerikanischen und 2012 auch in den deutschen Kinos.
Mit Verschwörung entstand unter der Regie von Fede Álvarez ein weiterer Film, welcher zwar nicht mehr auf Stieg Larssons Millennium-Trilogie basiert, jedoch auf deren Motiven aufbaut.

## Erbschaftsstreit
Für Schlagzeilen sorgte auch ein Streit um die Rechte an den Manuskripten und um das Erbe Stieg Larssons zwischen seinem Vater und seinem Bruder einerseits und seiner Lebenspartnerin Eva Gabrielsson andererseits. Eva Gabrielsson und Stieg Larsson waren bis zu dessen Tod 32 Jahre lang liiert, aber nicht verheiratet, weshalb Gabrielsson keine Rechte an seinen Werken zufielen. Bei der Durchsicht von Larssons Hinterlassenschaften stieß Gabrielsson auf ein 1977 von ihm verfasstes Testament: „Ich bin ja kaum ein reicher Mann, aber mein Vermögen in reinem Geld (und in dem Punkt bin ich sehr bestimmt) soll der Ortsgruppe Umeå des Kommunistischen Arbeiterbunds zufallen.“ Sie ließ es unbeachtet, weil es nach schwedischem Recht ohne Beglaubigung unwirksam sei. Das schwedische TV-Nachrichtenmagazin Uppdrag granskning (dt. Auftrag Recherche) bekam Wind von der Sache und machte eine Sensation daraus. Sein Vater erklärte, mit einem Teil des Erbes auch politische Bewegungen im Sinne seines Sohnes weiter zu finanzieren. Darunter insbesondere das von ihm gegründete Magazin gegen Rechtsextremismus.
Die Ortsgruppe Umeå der schwedischen Sektion des Kommunistischen Arbeiterbunds, die heute Socialistiska Partiet (SP) heißt, erklärte dazu:

„Unsere Partei beteiligt sich an keinem Erbstreit und feilscht nicht um Geld. Wir haben keine Beziehung zu irgendeinem persönlich und wollen niemandem schaden. Wir halten an unseren Idealen Gerechtigkeit und Gleichbehandlung fest, die auch Stieg Larssons Ideale waren. Wir meinen, dass Stiegs lebenslange Beziehung mit Eva Gabrielsson respektiert werden sollte. Die unzeitgemäße schwedische Gesetzgebung, die die Ehe über andere Paarbeziehungen – seien sie gleich- oder gemischtgeschlechtlich – stellt, muss von Grund auf reformiert werden. Menschen sollen nach eigener Entscheidung zusammen leben können, ohne Unsicherheit und Rechtlosigkeit zu riskieren. Wir bewahren Stiegs Erinnerung am besten, indem wir den Kampf gegen Rassismus und Rechtsextremismus und für eine Gesellschaft, die gleichen Wert und gleiche Rechte aller Menschen respektiert, fortsetzen.“

## Werke

### Sachbücher (Auswahl)
- 1990: Schweden – eine neue Strategie. Zusammen mit Dick Forslund. In: Hans-Jürgen Schulz (Hrsg.): Sie sind wieder da! isp-Verlag, Frankfurt am Main 1990, ISBN 3-88332-169-9.
- 1991: Swedish racism – the democratic way. In: A. Sivanandan (Hrsg.): Europe: Variations on a Theme of Racism. Institute for Race Relations, London 1991.
- 1991: Extremhögern. Zusammen mit Anna-Lena Lodenius. Tiden Förlag, Stockholm 1991 und 1994, ISBN 91-550-3686-4.
- 1993: Det eviga hatet – om nynazism, Antisemitism och Radio Islam. Zusammen mit Per Ahlmark. Albert Bonniers Förlag, 1994
- 1999: Sverigedemokraterna och Euro-Nat. Zusammen mit David Lagerlöf, Svend Johansen, Kerstin Zachrisson et al., Expo Förlag, 1999
- 2000: racism inc. – White-Power-Music made in Sweden. In: Searchlight, Antifaschistisches Infoblatt, Enough is enough, rat (Hrsg.): White Noise: Rechts-Rock, SKinhead-Musik, Blood & Honour – Einblicke in die internationale Neonazi-Musik-Szene. Unrast Verlag, Münster 2000.
- 2000: Överleva deadline – handbok för hotade journalister. Svenska journalistförbundet, Stockholm 2000.
- 2001: Sverigedemokraterna: den nationella rörelsen. Zusammen mit Mikael Ekman. Ordfront, Stockholm 2001, ISBN 91-7324-877-0.
- 2004: Debatten om hedersmord : feminism eller rasism. Zusammen mit Cecilia Englund. Svartvitts Förlag, Stockholm 2004.
- 2004: Sverigedemokraterna från insidan. Zusammen mit Richard Slätt, Maria Blomquist, David Lagerlöf et al., 2004

### Romane
Die „Millennium“-Trilogie:
- 2006: Verblendung Män som hatar kvinnor. Dt. von Wibke Kuhn. Heyne, München 2006, ISBN 3-453-01181-3.
- 2007: Verdammnis Flickan som lekte med elden. Dt. von Wibke Kuhn. Heyne, München 2007, ISBN 3-453-01360-3.
- 2008: Vergebung Luftslottet som sprängdes. Dt. von Wibke Kuhn. Heyne, München 2008, ISBN 3-453-01380-8.

## Auszeichnungen (alle postum)
- 2005: Skandinavischer Krimipreis für Män som hatar kvinnor (dt. Verblendung. Heyne, München 2006)
- 2005: BMF-Plakette
- 2006: Schwedischer Krimipreis – National für Flickan som lekte med elden (dt.Verdammnis. Heyne, München 2007)
- 2008: Skandinavischer Krimipreis für Luftslottet som sprängdes (dt. Vergebung. Heyne, München 2008)
- 2009: Anthony Award – Best First Novel für The Girl With the Dragon Tattoo (dt. Verblendung. Heyne, München 2006)
- 2009: Macavity Award – Best First Mystery Novel
- 2009: Barry Award – Best British Crime Novel
- 2010: Barry Award für dto. in der Kategorie Bester Kriminalroman des Jahrzehnts (Mystery/Crime Novel of the Decade)
- 2012: Ehrenbürgerwürde von Umeå[27]

## Filmdokumente
- Die Stieg Larsson Story auf YouTube. ZDF-Dokumentation vom 23. Januar 2011 (Video, 44 Min.)